# Medișoru Mare
Medișoru Mare (węg. Medesér) – wieś w Rumunii, w okręgu Harghita, w gminie Șimonești. W 2011 roku liczyła 144 mieszkańców.